# Dipartimento di Colón (Entre Ríos)
Colón è un dipartimento argentino, situato nella parte orientale della provincia di Entre Ríos, con capoluogo Colón. Esso è stato istituito il 16 giugno 1869.

## Geografia fisica
Esso confina con la repubblica dell'Uruguay e con i dipartimenti di Concordia, San Salvador, Villaguay e Uruguay.

## Società

### Evoluzione demografica
Secondo il censimento del 2001, su un territorio di 2.893 km², la popolazione ammontava a 52.718 abitanti, con un aumento demografico del 17,32% rispetto al censimento del 1991.

## Amministrazione
Nel 2001 il dipartimento comprendeva:
- 4 comuni (municipios in spagnolo):
  - Colón
  - San José
  - Ubajay
  - Villa Elisa
- 6 centri rurali (centros rurales de población in spagnolo):
  - Pueblo Liebig
  - La Clarita
  - Arroyo Barú
  - Pueblo Cazes
  - Hocker
  - Hambis